# Phthirusa subcorymbosa
Phthirusa subcorymbosa är en tvåhjärtbladig växtart som beskrevs av C.T. Rizzini. Phthirusa subcorymbosa ingår i släktet Phthirusa och familjen Loranthaceae. Inga underarter finns listade i Catalogue of Life.